# Заставный переулок
Заста́вный переу́лок — улица в центре Москвы в Тверском районе между Лесной улицей и Бутырским Валом.

## Происхождение названия
Назван по расположению вблизи от Тверской заставы Камер-Коллежского вала (ныне площадь Тверская Застава). Сформировался после войны 1812 года на землях общины старообрядцев. С 1830-х годов до 1922 года — Царский переулок, названный по обширному владению разбогатевших купцов из Гуслиц, взявших фамилию Царские. С 1922 по 1925 годы — Воронин переулок, по другому домовладельцу с не столь вызывающей фамилией – Александру Гавриловичу Воронину. Но уже в 1925 году переулок стал Заставным.

## Описание
Заставный переулок расположен в непосредственной близости к площади Тверская Застава. Начинается от Лесной улицы как продолжение 3-й Тверской-Ямской, проходит на северо-запад, справа к нему примыкает 3-й Лесной переулок. Выходит на Бутырский Вал у храма Николы Чудотворца у Тверской заставы